# Festival Luxemburguês de Ciclismo Feminino Elsy Jacobs
O Festival Luxemburguês de Ciclismo Feminino Elsy Jacobs (oficialmente: Festival Luxembourgeois du Cyclisme Féminin Elsy Jacobs (em luxemburguês)) é uma carreira ciclista feminina luxemburguesa por etapas que se disputa no Cantão de Capellen, no mês de abril. O seu nome deve-se a exciclista luxemburguesa Elsy Jacobs que, em 1958, conseguiu o Campeonato Mundial (primeiro que se disputava em categoria feminina) e o Recorde da hora.
Começou-se a disputar em 2008, em Garnich e seus arredores, com o nome de Grande Prêmio Elsy Jacobs na categoria 1.2 (última categoria do profissionalismo) para ao ano seguinte subir à categoria 1.1. Paralelamente, os mesmos organizadores, criaram em 2010 o Grande Prêmio Mameranus em Mamer e seus arredores na categoria 1.2 que ao ano seguinte se renomeou por Grande Prêmio Nicolas Frantz subindo à categoria 1.1. Definitivamente em 2012 estas duas carreiras fundiram-se criando esta volta por etapas com o nome actual na categoria 2.1 (máxima categoria para voltas por etapas femininas ainda que em 2013, depois da introdução da categoria 2.hc, ficou num segundo degrau mas só nesse ano já que essa categoria superior só existiu nesse ano 2013).
Desde que é carreira por etapas tem 3 etapas: a primeira um prólogo, a segunda uma etapa em Garnich e seus arredores (Grande Prêmio Elsy Jacobs) e a terça uma etapa em Mamer e seus arredores (Grande Prêmio Nicolas Frantz). Desde o 2016 Steinfort 'substituiu' a Mamer e mudaram-se a ordem dessas duas etapas.

## Palmarés

### Festival Luxemburguês de Ciclismo Feminino Elsy Jacobs
| Ano                                                    | Vencedor             | Segundo              | Terceiro                  |           |
| ------------------------------------------------------ | -------------------- | -------------------- | ------------------------- | --------- |
| Grande Prêmio Elsy Jacobs                              |                      |                      |                           |           |
| 2008                                                   | Monia Baccaille      | Nathalie Lamborelle  | Marina Romoli             |           |
| 2009                                                   | Swetlana Bubnenkowa  | Grace Verbeke        | Iris Slappendel           |           |
| 2010                                                   | Emma Pooley          | Monia Baccaille      | Andrea Bosman             |           |
| 2011                                                   | Marianne Vos         | Judith Arndt         | Emma Johansson            |           |
| Festival Luxemburguês de Ciclismo Feminino Elsy Jacobs |                      |                      |                           |           |
| 2012                                                   | Marianne Vos         | Annemiek van Vleuten | Adrie Visser              |           |
| 2013                                                   | Marianne Vos         | Giorgia Bronzini     | Emma Johansson            |           |
| 2014                                                   | Anna van der Breggen | Marianne Vos         | Shelley Olds              |           |
| 2015                                                   | Anna van der Breggen | Annemiek van Vleuten | Lucinda Brand             |           |
| 2016                                                   | Katarzyna Niewiadoma | Katrin Garfoot       | Anna van der Breggen      |           |
| 2017                                                   | Christine Majerus    | Eugenia Bujak        | Ashleigh Moolman Pasio    |           |
| 2018                                                   | Letizia Paternoster  | Christine Majerus    | Alexis Ryan               |           |
| 2019                                                   | Lisa Brennauer       | Demi Vollering       | Elizabeth Banks           |           |
| 2020                                                   | cancelado            | cancelado            | cancelado                 | cancelado |
| 2021                                                   | Emma Norsgaard       | Leah Kirchmann       | Maria Giulia Confalonieri |           |
| 2022                                                   | Marta Bastianelli    | Veronica Ewers       | Silvia Persico            |           |
| 2023                                                   | Ally Wollaston       | Marta Bastianelli    | Anouska Koster            |           |

### Grande Prêmio Nicolas Frantz
| Ano                          | Vencedor       | Segundo        | Terceiro         |
| ---------------------------- | -------------- | -------------- | ---------------- |
| Grande Prêmio Mameranus      |                |                |                  |
| 2010                         | Emma Johansson | Evelyn Stevens | Corine Hierckens |
| Grande Prêmio Nicolas Frantz |                |                |                  |
| 2011                         | Marianne Vos   | Judith Arndt   | Emma Johansson   |

## Palmarés por países
| País          | Vitórias |
| ------------- | -------- |
| Países Baixos | 5        |
| Itália        | 2        |
| Rússia        | 1        |
| Reino Unido   | 1        |
| Polónia       | 1        |
| Luxemburgo    | 1        |
| Alemanha      | 1        |

| País          | Vitórias |
| ------------- | -------- |
| Países Baixos | 1        |
| Suécia        | 1        |